# Iván Pillud
Iván Alexis Pillud (ur. 24 kwietnia 1986 w Capitán Bermúdez) – argentyński piłkarz występujący na pozycji obrońcy. Zawodnik klubu Racing Club.

## Kariera klubowa
Pillud zawodową karierę rozpoczynał w 2007 roku w zespole Tiro Federal z Primera B Nacional. W 2008 roku został wypożyczony do Newell’s Old Boys z Primera División. W tych rozgrywkach zadebiutował 30 listopada 2008 w wygranym 1:0 pojedynku z Vélez Sársfield. W Newell’s spędził rok.
W 2009 roku Pillud przeszedł na wypożyczenie do hiszpańskiego Espanyolu. W hiszpańskiej Primera División zadebiutował 30 sierpnia 2009 w przegranym 0:1 meczu z Athletikiem Bilbao. W Espanyolu spędził sezon 2009/2010.
W 2010 roku został zawodnikiem argentyńskiego zespołu Racing Club (Primera División Argentina). Pierwszy ligowy mecz rozegrał tam 27 listopada 2010 przeciwko Banfield (2:1). 8 grudnia 2010 w zremisowanym 1:1 pojedynku z Godoy Cruz strzelił pierwszego gola w Primera División Argentina. W 2014 roku przebywał na wypożyczeniu we włoskim klubie Hellas Verona. Następnie wrócił do Racing Club.

## Kariera reprezentacyjna
W reprezentacji Argentyny Pillud zadebiutował 17 marca 2011 w wygranym 4:1 towarzyskim meczu z Wenezuelą. W drużynie narodowej rozegrał 5 spotkań, wszystkie w 2011 roku.